# Phoenix Suns 1985-1986
La stagione NBA 1985-1986 fu la 18ª stagione della storia dei Phoenix Suns che si concluse con un record di 32 vittorie e 50 sconfitte nella regular season, il 4º posto nella Pacific Division, e il 10º posto nella Western Conference.
La squadra non riuscì a qualificarsi per i playoff del 1986.

## Draft
| Giro | Scelta | Giocatore   | Posizione  | Nazionalità | Università/Club |
| ---- | ------ | ----------- | ---------- | ----------- | --------------- |
| 1    | 10     | Ed Pinckney | ala grande | Stati Uniti | Villanova       |
| 2    | 32     | Nick Vanos  | centro     | Stati Uniti | Santa Clara     |

## Regular season
| Squadra                | V  | P  | %    | GB |
| ---------------------- | -- | -- | ---- | -- |
| Los Angeles Lakers     | 62 | 20 | 75,6 | -  |
| Portland Trail Blazers | 40 | 42 | 48,8 | 22 |
| Los Angeles Clippers   | 32 | 50 | 39,0 | 30 |
| Phoenix Suns           | 32 | 50 | 39,0 | 30 |
| Seattle SuperSonics    | 31 | 51 | 37,8 | 31 |
| Golden State Warriors  | 30 | 52 | 36,6 | 32 |

## Play-off
Non qualificata

## Roster
| N° | Naz.                   | Ruolo | Sportivo         |      | Alt. |     |
| -- | ---------------------- | ----- | ---------------- | ---- | ---- | --- |
| 6  | Stati Uniti (bandiera) | GA    | Walter Davis     | 1954 | 198  | 88  |
| 7  | Stati Uniti (bandiera) | GA    | Bernard Thompson | 1962 | 198  | 95  |
| 8  | Stati Uniti (bandiera) | AC    | Rick Robey       | 1956 | 211  | 104 |
| 10 | Stati Uniti (bandiera) | G     | Rod Foster       | 1960 | 185  | 73  |
| 11 | Stati Uniti (bandiera) | GA    | Mike Sanders     | 1960 | 198  | 95  |
| 15 | Stati Uniti (bandiera) | G     | Michael Holton   | 1961 | 193  | 84  |
| 15 | Stati Uniti (bandiera) | G     | Sedric Toney     | 1962 | 188  | 81  |
| 16 | Bulgaria (bandiera)    | AC    | Georgi Gluškov   | 1960 | 203  | 107 |
| 17 | Stati Uniti (bandiera) | A     | Devin Durrant    | 1960 | 201  | 91  |
| 22 | Stati Uniti (bandiera) | AC    | Larry Nance      | 1959 | 208  | 93  |
| 24 | Stati Uniti (bandiera) | G     | Jay Humphries    | 1962 | 191  | 84  |
| 30 | Stati Uniti (bandiera) | C     | Nick Vanos       | 1963 | 216  | 116 |
| 32 | Stati Uniti (bandiera) | A     | Charles Pittman  | 1958 | 203  | 100 |
| 33 | Stati Uniti (bandiera) | AC    | Alvan Adams      | 1954 | 206  | 95  |
| 34 | Stati Uniti (bandiera) | A     | Charles A. Jones | 1962 | 203  | 98  |
| 53 | Stati Uniti (bandiera) | C     | James Edwards    | 1955 | 213  | 102 |
| 54 | Stati Uniti (bandiera) | A     | Ed Pinckney      | 1963 | 206  | 88  |

## Staff tecnico
- Allenatore: John MacLeod
- Vice-allenatori: Al Bianchi, John Wetzel
- Preparatore atletico: Joe Proski

### Arrivi/partenze
Mercato e scambi avvenuti durante la stagione:
Arrivi
| N° | Naz.                   | Ruolo | Sportivo     |  | Alt. |  |
| -- | ---------------------- | ----- | ------------ |  | ---- |  |
| 15 | Stati Uniti (bandiera) | P     | Sedric Toney |  |      |  |

Partenze
| N° | Naz.                   | Ruolo | Sportivo       |  | Alt. |  |
| -- | ---------------------- | ----- | -------------- |  | ---- |  |
| 15 | Stati Uniti (bandiera) | G     | Michael Holton |  |      |  |